# Universidad Autónoma del Perú
La Universidad Autónoma del Perú (siglas: UA) es una universidad privada peruana ubicada en el distrito de Villa El Salvador en Lima. Fue fundada el 15 de diciembre del 2007. Actualmente, cuenta con 15 carreras profesionales en la modalidad de pregrado regular, 8 carreras en la modalidad semipresencial, una maestría en Gestión Pública y un MBA en modalidad a distancia en la Escuela de Posgrado. Sumado a la unidad de Educación Continua que cuenta con programas especializados, cursos cortos, cursos in house y un centro de idiomas.

## Historia

Leymah Gbowee Premio Nobel de la Paz en la UA.

La Universidad Autónoma del Perú inició sus labores académicas en el distrito de Villa el Salvador, mediante Resolución N.º 335-2007-CONAFU, del 12 de diciembre de 2007. En julio de 2018, recibió el Licenciamiento Institucional por la Superintendencia Nacional de Educación Superior Universitaria (SUNEDU). En febrero de 2019, recibió la certificación Internacional ISO 9001 por la entidad Norteamericana ABS Quality Evaluations.

## Carreras Profesionales
Pregrado Regular
| Facultades                           | Carreras |
| ------------------------------------ | --- |
| Ciencias de gestión y comunicaciones | - Administración de empresas - Administración y Marketing - Administración y Negocios Internacionales - Ciencias de la comunicación - Contabilidad - Administración y finanzas     |
| Ciencias de la salud                 | - Terapia Física y Rehabilitación - Farm. y Bioquímica - Laboratorio químico y anatomía patológica - Enfermería - Psicología                                                       |
| Derecho                              | - Derecho |
| Ingeniería y Arquitectura            | - Arquitectura - Ingeniería civil - Ingeniería de Software - Ingeniería Industrial - Ingeniería Mecatrónica - Ingeniería Ambiental - Ingeniería Biomédica - Ingeniería de Sistemas |

Carreras para Personas que Trabajan (modalidad semipresencial)
Facultad de Ciencias de Gestión
- - Administración de Empresas
  - Administración y Marketing
  - Contabilidad

Facultad de Ciencias Humanas
- - Psicología
  - Derecho

Facultad de Ingeniería y Arquitectura
- - Ingeniería Industrial
  - Ingeniería de Sistemas
  - Ingeniería de Software

Escuela de Posgrado
Modalidad a Distancia
- - Maestría en Administración de Empresas
  - Maestría en Derecho penal y Proceso penal
  - Maestría en Gestión Pública
  - Maestría en Psicología educativa

Modalidad Semipresencial
- - Maestría en Gestión Pública
  - Maestría en Psicología Clínica

Educación Continua
- - Programas Especializados
  - Cursos Cortos
  - Cursos In House
  - Centro de Idiomas

## Rankings académicos
En los últimos años se ha generalizado el uso de rankings universitarios internacionales para evaluar el desempeño de las universidades a nivel nacional y mundial; siendo estos rankings clasificaciones académicas que ubican a las instituciones de acuerdo a una metodología científica de tipo bibliométrica que incluye criterios objetivos medibles y reproducibles, tomando en cuenta por ejemplo: la reputación académica, la reputación de empleabilidad para los egresantes, la citas de investigación a sus repositorios y su impacto en la web. Del total de 92 universidades licenciadas en el Perú, la Universidad Autónoma del Perú se ha ubicado regularmente dentro del tercio inferior a nivel nacional en determinados rankings universitarios internacionales.

## Sedes
La Universidad Autónoma del Perú cuenta con un solo campus ubicado en el distrito de Villa el Salvador. Cuenta con una extensión de aproximadamente 81 mil m² donde en los últimos años se han implementado auditorios, laboratorios, simuladores de última generación y más de 10 mil m² de áreas verdes para las actividades de recreación por parte del alumnado.
Además, se le suma un moderno polideportivo Match en donde podemos encontrar servicios como Gym, salas gamer, espacios de danza, etc.

## Convenios Internacionales
Universidad Poli
Universidad del Valle de México
Universidad de Celaya
Universidad Sao Paulo
Universidad Andres Bello
Universidad Católica de Colombia
Universidad de San Buenaventura de Bogotá
Universidad Konrad Lorenz de Colombia
Universidad Piloto de Colombia
Universidad Simón Bolivar
Universidad del País Vasco
Universidad de Buenos Aires
Universidad Politécnica Internacional de Costa Rica
Universidad Internacional de Cuernavaca
Universidade de Sao Caetano Do Sul
Universidad Cooperativa de Colombia
Universidad de la Guajira
Universidad de Concepción
Universidad Técnica Federico Santa María
FUNIBER - Fundación Universitaria Iberoamericana
Universidad de Granada
Universidad de Oviedo
Universidad Autónoma de México
Universidad Tecmilenio
Universidad de Ciencias y Artes de Chiapas
Universidad Autónoma de Sinaloa
Universidad México Americana del Golfo
Universidad Católica de Uruguay
Consejo Latinoamericanco de Escuelas de Administración - CLADEA
Escuela Argentina de Negocios - EAN
Universidad Católica de Salta - UCASAL
Universidad Nacional del Noroeste de la Provincia de Buenos Aires - UNNOBA-01
Universidad Estadual Do Centro Oeste
Corporación Educativa del Litoral - CEL
Universidad de Cundinamarca
Universidad Católica del Norte
Universidad del Bío Bío
Universidad Regional Autónoma de los Andes
Escuela de Postgrado Neumann
Gaia Business School
Jain College of Engineering
Kleit Institute of Technology Hubli Karnataka
Alianza del Pacífico
Universidad Internacional de la Rioja